# カルーゼル・デュ・ルーヴル
カルーゼル・デュ・ルーヴル (仏: Carrousel du Louvre）は、第1区のリヴォリ通りにあり、 テュイルリー庭園とルーブル美術館の間に位置する地下のショッピングセンター 。地下鉄の駅からルーブル美術館の入口の一つに通じている。採光窓であるルーヴル・逆ピラミッド(仏: Pyramide inversée du Louvre）がある。
建築家 イオ・ミン・ペイ(Ieoh Ming Pei) と Michel Macaryによって着想、構築され、1993年10月にオープンした。面積は10,200平方メートル。

## 説明

付近には テュイルリー庭園、コメディ・フランセーズ、オルセー美術館、ルーブル美術館がある。 最寄りの地下鉄駅はパレ・ロワイヤル＝ミュゼ・デュ・ルーヴル駅（1号線、7号線）。

主要な小売店に、Sephora、エスプリ・ホールディングス、Apple Storeフランス1号店、紅茶専門店Mariage Frères、Swarovski、Fossil（時計）などがある。

フードコート「Restaurants du Monde」にはマクドナルドがあり、論争の的となっている。

会議場、展示ホール、シャルル5世ホールやスタジオ-演劇の コメディ・フランセーズの劇場もある。

### シャルル5世ホール
無料で展示物を見ることができ、企業や公的団体のイベントが多く催されていて、住友生命こども絵画コンクールの全国審査会で入賞した作品の展示会、2018年9月〜10月には香取慎吾の個展「NAKAMA des ARTS」などがある。